# Томи Бой
„Томи Бой“ или „Малкия Томи“ (на английски: Tommy Boy) е американска приключенска комедия от 1995 г. на режисьора Питър Сегал, сценарият е на Бони и Тери Търнър, продуциран е от Лорни Майкълс, и участват Крис Фарли и Дейвид Спейд.

## Български дублаж
| Озвучаващи артисти  | Даниела Йорданова Яница Митева Здравко Методиев Емил Емилов Николай Николов |
| Преводач            | Златина Тенева                                                              |
| Тонрежисьор         | Димитър Куккушев                                                            |
| Режисьор на дублажа | Димитър Кръстев                                                             |